# Ha'afeva
Ha'afeva es la capital del distrito de Lulunga, en Tonga. Tiene una población de 192 habitantes en 2021.